# Lev Lopatin
Lev Mikháilovich Lopátin (em russo:  Лев Миха́йлович Лопа́тин; 13 de junho de 1855, Moscou, Império Russo – 21 de março de 1920, Moscou, Rússia Soviética) foi um filósofo e psicólogo russo, professor da Universidade de Moscou, presidente de longa data da Sociedade Psicológica de Moscou e editor da revista "Questões de Filosofia e Psicologia". Foi o amigo mais próximo de Vladimir Soloviov, desde a infância, e também seu oponente. Lopatin foi o criador do primeiro sistema de filosofia teórica da Rússia. Ele era um dos expoentes do idealismo russo e chamou seu ensino, exposto na obra "Problemas Positivos da Filosofia" e em muitos artigos, de "espiritualismo concreto".
As principais obras do pensador são dedicadas a questões de teoria do conhecimento, metafísica, psicologia, ética e história da filosofia. Na teoria do conhecimento, Lopatin atuou como defensor do racionalismo, era crítico consistente do empirismo e defensor da razão especulativa. Na psicologia, desenvolveu o método da introspecção, fundamentou a unidade substancial da consciência e da identidade do indivíduo, e defendeu a natureza criativa da consciência e o livre-arbítrio. Na metafísica, o filósofo desenvolveu uma teoria original da causalidade criativa, com a ajuda da qual acreditava provar a animação de outras pessoas (problema de outras mentes), a existência de Deus e do mundo externo (contra o solipsismo). A ideia chave do espiritualismo de Lopatin era a o caráter mental (ou de "espírito") inerente a todas as coisas, revelada diretamente na atividade do nosso "eu" interior. Em suas obras éticas, o filósofo criticou a moralidade do utilitarismo e defendeu as ideias da imortalidade da alma e da ordem moral cósmica. As obras históricas e filosóficas de Lopatin são dedicadas à filosofia antiga, moderna e contemporânea. Os trabalhos dedicados à análise crítica das obras dos contemporâneos também são de considerável importância. Segundo os pesquisadores, as obras de Lopatin, juntamente com as obras de outros pensadores, marcaram o início de uma tradição filosófica russa independente.
Lopatin faleceu doente em 1920, por doença agravada pelas situações de frio e da fome generalizada no contexto do governo soviético.

## Biografia

### Primeiros anos
Lev Mikhailovich Lopatin nasceu em 13 de junho de 1855 em Moscou, na família da famosa figura judicial Mikhail Nikolaevich Lopatin e sua esposa Ekaterina Lvovna, nascida Chebysheva. O pai do filósofo, Mikhail Nikolaevich, viera de uma antiga família nobre da província de Tula, conhecida desde o início do século XVI. O velho Lopatin formou-se na Faculdade de Direito da Universidade de Moscou e serviu no departamento judicial de várias instituições em Moscou; no final da vida chefiou um dos departamentos da Câmara Judicial de Moscou. Foi um liberal moderado, defensor das reformas de Alexandre II e autor de artigos jornalísticos. Seus colegas o reconheciam como um juiz honesto, justo e incorruptível. A mãe do filósofo, Ekaterina Lvovna, era irmã do famoso matemático P. L. Tchebychev. O casal teve cinco filhos: Nikolai, Lev, Alexander, Vladimir e Ekaterina (o último filho, Mikhail, morreu na infância). Todas as crianças Lopatin tornaram-se pessoas criativas famosas. O filho mais velho, Nikolai Mikhailovich, tornou-se um famoso folclorista, colecionador e editor de canções folclóricas russas. Os irmãos mais novos, Alexander e Vladimir Mikhailovich, tornaram-se figuras judiciais, e Vladimir também foi um ator de destaque que atuou no Teatro de Arte de Moscou. A irmã deles, Ekaterina Mikhailovna, ganhou fama como escritora, escrevendo sob o pseudônimo de K. Eltsova.
Lev Mikhailovich era o segundo filho da família e recebeu o nome em homenagem ao seu avô materno Lev. De acordo com os registros, Leo foi batizado em 11 de junho de 1855, e seu padrinho foi seu tio matemático P. L. Chebyshev. O futuro filósofo passou a infância em Moscou, na casa do comerciante Yakovlev, na rua Nashchokinsky, onde seus pais alugaram um apartamento. Lev cresceu como uma adolescente fraco, magro e doente; sua característica distintiva era a combinação de desamparo físico com uma mente clara e sutil. Em 1868, ele ingressou na 3ª série do recém-fundado ginásio privado de LI Polivanov, onde se formou com sucesso em 1875, mas passou no teste de matrícula no 3º Ginásio de Moscou. Excelente professor, L. I. Polivanov soube incutir em seus alunos o interesse pela literatura e pela arte. Os alunos do ginásio de Polivanov criaram o "Círculo Shakespeareano" de drama, em cujas produções o jovem Lopatin participou ativamente. Segundo os contemporâneos, Lev tinha um talento extraordinário no palco: desempenhou os papéis de Polônio, Lorenzo, Malvólio, Menênio Agripa, Henrique IV, o Cavaleiro Avarento e foi especialmente bom no papel de Iago. O filósofo manteve seu amor pelo teatro ao longo de sua vida e, em seus anos de declínio, foi membro do comitê editorial do Teatro Maly de Moscou. Dos outros professores do ginásio, o professor de física e matemática N. I. Shishkin teve a maior influência sobre Lopatin. Ele próprio um pensador original, Shishkin foi capaz de explicar de forma clara e simples os problemas científicos mais complexos; com ele Lopatin aprendeu o amor pelas ciências exatas.

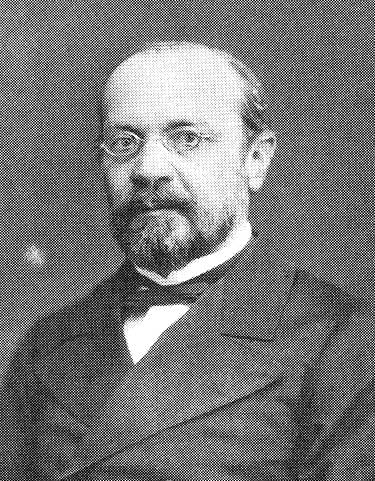
Mikhail Nikolaevich Lopatin, pai do filósofo

Em 1872, a família Lopatin se estabeleceu em sua própria casa de dois andares na esquina das ruas Khrushchevsky e Gagarinsky. Esta casa tornou-se muito famosa em Moscou graças às reuniões privadas que ali aconteciam, as chamadas "Quartas-feiras" de Lopatin. O chefe da família, M. N. Lopatin, manteve relações amistosas com muitas pessoas destacadas de sua época. Todas as quartas à noite, representantes da intelectualidade científica e criativa reuniam-se para jantar em sua casa: professores, escritores, atores, figuras judiciais e públicas. As pessoas lá iam para trocar notícias, opiniões, ouvir novas obras literárias e musicais e discutir temas científicos e sócio-políticos. Era possível encontrar figuras como Serguei Soloviov, Ivan Zabelin, Ivan Aksakov, Dmitri Samarin, Alexei Pisemsky, Alexander Koshelev, N. P. Gilyarov-Platonov, Sergei Yuryev, L. I. Polivanov, Vladimir Guerrier, Vasili Klyuchevsky, Afanasi Fet, Fiódor Tiútchev, Liev Tolstói e muitos outros. Essas reuniões tiveram grande influência sobre os filhos de Lopatin, especialmente Lev. Neste antigo ambiente eslavófilo de Moscou, ocorreu a formação de seus pontos de vista e ideais de vida. A comunicação com Yuryev redeu especialmente muito ao jovem Lopatin, em conversas com quem aprendeu suas primeiras lições filosóficas.

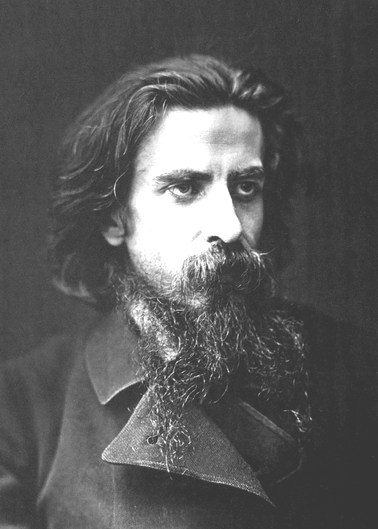
Vladimir Soloviov

Sua amizade com Vladimir Soloviov teve enorme influência no destino de Lopatin. As famílias de seus pais, M. N. Lopatin e S. M. Solovyov, moravam ao lado e mantinham relacionamentos próximos, e no verão eles passavam férias juntos na propriedade Pokrovskoye-Streshnevo, perto de Moscou. Lev conheceu Vladimir quando o primeiro tinha 7 anos e o segundo 9 anos. Posteriormente, os filósofos relembraram como enquanto adolescentes se divertiam no Parque Pokrovsky-Streshnev, fingindo ser fantasmas e assustando os moradores locais. Lopatin e Soloviov começaram cedo a se interessar por questões filosóficas, e seu desenvolvimento mental ocorreu em paralelo. Lopatin lembrou que, quando tinha 12 anos, Soloviov, que era materialista na época, "abalou profundamente suas crenças" de infância. A partir de então, ele começou a desenvolver dolorosamente sua própria visão de mundo em uma luta constante com Soloviov. As opiniões do jovem Soloviov experimentaram uma rápida evolução: depois de se deixar levar pelo materialismo, ele se tornou um seguidor de Schopenhauer, e depois retornou à fé da igreja cristã. De acordo com as memórias de Lopatin, aos 15 anos ele concordou com Soloviov sobre o idealismo filosófico, e aos 17 anos ele se tornou um par com ideias semelhantes. Porém, mais tarde seus caminhos filosóficos divergiram: apesar da influência de Soloviov, Lopatin não se tornou seu seguidor e desenvolveu seu próprio ensinamento, o qual defendeu até o fim da vida. A amizade dos dois filósofos permaneceu, porém, inalterada; Muitos dos poemas de Soloviov são dedicados a Lopatin.

### Na Universidade de Moscou

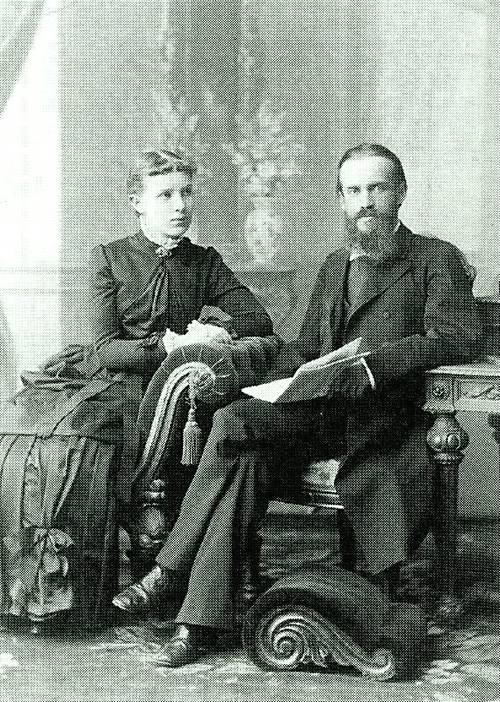
Lev Lopatin com sua irmã Ekaterina. Década de 1880

Depois de se formar no ginásio em 1875, Lopatin ingressou na Faculdade de História e Filologia da Universidade de Moscou. Naquele ano, após a morte de Pamfil Yurkevich, o departamento de filosofia da universidade foi ocupado por dois: o jovem Vladimir Soloviov, que acabava de defender sua tese de mestrado, e o professor Matvey Troitsky, que havia chegado de Varsóvia. Soloviov, porém, logo deixou a universidade, e o professor Troitsky continuou sendo o único representante da filosofia no departamento. Troitsky era um positivista, um seguidor do empirismo inglês no espírito de Stuart Mill e Spencer e tinha uma atitude negativa em relação a toda metafísica. Lopatin, cujas opiniões já estavam formadas naquela época, não encontrou nenhuma simpatia por parte dele. Em 1879, Lopatin formou-se na universidade com título de candidato e manifestou o desejo de continuar suas atividades científicas; no entanto, Troitsky opôs-se a deixá-lo no departamento e Lev foi forçado a procurar outro emprego. Ao mesmo tempo, ele ensinou russo em uma escola real (no ano letivo de 1879/80) e depois conseguiu um emprego como professor de literatura e história em seu ginásio natal, L. I. Polivanov, e no ginásio feminino de S. A. Arsenyeva. O filósofo manteve ligações com essas instituições de ensino até o fim da vida. Em 1880, Lopatin, como assistente de Polivanov, participou na organização das celebrações por ocasião da inauguração do monumento a Alexandre Pushkin; lá conheceu o escritor Fiódor Dostoiévski, que, numa carta à sua esposa, o caracterizou como "uma pessoa extremamente inteligente, muito atenciosa, extremamente decente e no mais alto grau das minhas convicções".

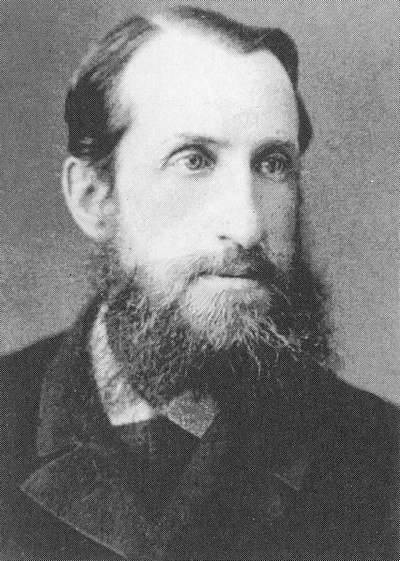
Vladimir Guerrier

Em 1881, a convite de Vladimir Guerrier, Lopatin começou a lecionar no departamento de história e filosofia dos Cursos Superiores para Mulheres. Nestes anos iniciou-se a sua actividade literária: em 1881 foi publicado o seu primeiro artigo "Conhecimento Experimental e Filosofia" no Russkaya Mysl, e, em 1883, o artigo "Fé e Conhecimento". Ambos os artigos foram posteriormente incluídos no primeiro volume da sua obra principal "Problemas Positivos da Filosofia". Logo, por insistência e patrocínio de Guerrier, Lopatin conseguiu retornar à Universidade de Moscou. Em 1884, ele passou com sucesso no exame de mestrado e, no ano seguinte, depois de dar palestras experimentais sobre a teoria da causalidade de Kant, começou a lecionar como privatdozent. Na primavera de 1886, defendeu sua tese de mestrado, cujo texto, sob o título "A Área das Questões Especulativas", foi publicado no mesmo ano do primeiro volume de "Problemas Positivos da Filosofia". Na defesa de sua dissertação, o professor Troitsky se manifestou contra Lopatin, mas o reitor da faculdade, que favorecia o candidato à dissertação, leu sua crítica cáustica com tanta habilidade que ninguém percebeu sua causticidade. No mesmo ano, Troitsky renunciou e o departamento de filosofia foi ocupado pelo professor Nikolai Grot, que chegou de Novorossiysk. Lopatin estabeleceu relações amistosas com Grot e seu crescimento profissional não encontrou obstáculos. Em 1891, defendeu com sucesso sua doktor nauk sobre o tema "A Lei da Causalidade como Base do Conhecimento Especulativo da Realidade", e no mesmo ano publicou-a como o segundo volume de "Problemas Positivos da Filosofia" A partir de 1892, Lopatin foi um professor extraordinário, e desde 1897, professor ordinário da Universidade de Moscou. Tornou-se Professor Homenageado da Universidade de Moscou em 1910. Toda a vida subsequente de Lopatin esteve ligada à Universidade de Moscou, dentro de cujos muros ele trabalhou por um total de 35 anos—mais do que qualquer outro professor de filosofia pré-revolucionário. Paralelamente, continuou a lecionar em dois ginásios e nos Cursos Superiores Femininos.

Ao longo dos anos de sua atividade docente, Lopatin ministrou diversos cursos de palestras, alguns dos quais foram publicados na forma de publicações separadas. Isto inclui, em primeiro lugar, cursos de história da filosofia antiga e moderna, publicados sob a forma de obras litografadas em diferentes anos. Numerosas edições desses cursos atestam a constante revisão criativa a que seu autor os submeteu. O filósofo também ministrou cursos sobre cultura antiga, sobre Platão e Aristóteles, cursos especiais de "Filosofia europeia no século atual", "Filosofia de Kant", "Ética", "Problemas básicos de conhecimento"; em 1894 ele começou a ministrar um novo curso "Introdução à Filosofia", e desde 1899, um curso de psicologia. De acordo com as lembranças dos ouvintes, as palestras de Lopatin os imergiram no elemento vivo da criatividade filosófica e ensinaram aos alunos o pensamento independente. Seu curso "Introdução à Psicologia" causou uma impressão especial. Assim, o filósofo e teólogo Nikolai Arsenyev lembrou:
"De forma convincente, clara, com forte argumentação e—com inspiração—falou dos direitos do espírito, da realidade, sobre a primordial e decisiva realidade do espírito. Em comunicação mental com Lopatin nessas palestras, o jovem entrava em comunicação com evidências apaixonadas e conscienciosas da verdadeira existência do mundo espiritual, profundamente convincente para o pensamento e de tirar o fôlego em seu poder de elevação moral."
Contudo, os cursos do filósofo não eram populares entre todos os estudantes: muitos achavam-nos chatos, e alguns acreditavam que as publicações impressas de Lopatin causavam uma impressão maior do que as suas palestras. Ao longo dos muitos anos de ensino, seus cursos foram frequentados por milhares de estudantes, muitos dos quais mais tarde se tornaram grandes pensadores; entre eles estavam, por exemplo, os filósofos Pavel Florensky, Vladimir Ern, V. P. Sventsitsky, Gustav Shpet, Alexei Losev, o psicólogo Pavel Blonsky, os poetas Valeri Briusov e Andrei Biéli e muitos outros. Apesar disso, Lopatin não conseguiu criar a sua própria escola filosófica, e só no final da vida teve vários discípulos, nomeadamente, o filho do seu amigo, o professor Alexander Ognev e mais tarde conhecido como o crítico literário Pavel Popov.

### Sociedade Psicológica de Moscou

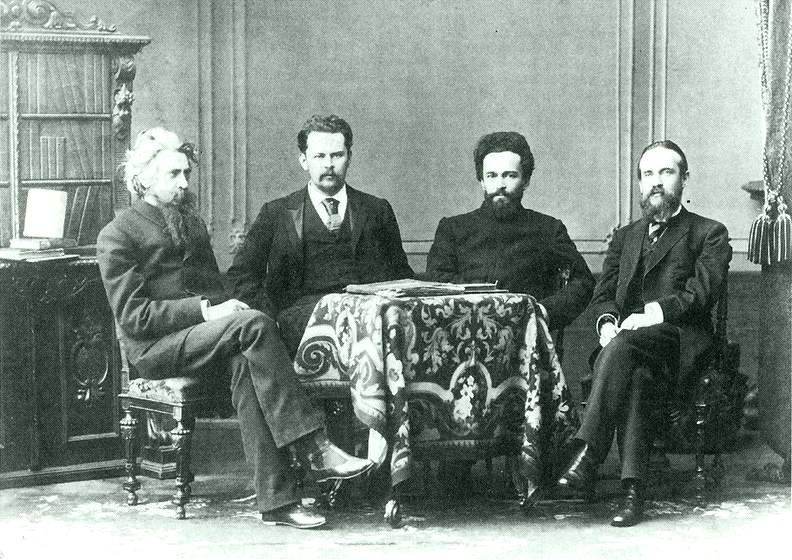
Conselho editorial da revista "Questões de Filosofia e Psicologia" (Voprosy filosofii i psikhologii), V. S. Solovyov, S. N. Trubetskoy, N. Grot e Lev Lopatin. 1893

Em 1885, a Sociedade Psicológica foi criada na Universidade de Moscou, reunindo muitos filósofos, psicólogos e representantes de outras ciências. A sociedade foi concebida não apenas como psicológica, mas também como filosófica; o iniciador de sua criação e o primeiro presidente foi o Professor M. M. Troitsky. De acordo com o estatuto, a Sociedade tinha como objetivo desenvolver e difundir o conhecimento psicológico; tinha seu próprio órgão impresso (Anais da Sociedade Psicológica de Moscou, publicados a cada poucos anos) e realizava traduções científicas. Desde o momento da criação da Sociedade, Lopatin participou ativamente nas suas atividades; ele invariavelmente comparecia às reuniões, fazia relatórios e participava de debates. Em 1887, após a renúncia de Troitsky, o professor Grot tornou-se o novo presidente da Sociedade. Com a chegada de Grot, as atividades da Sociedade assumiram um caráter mais amplo: em 1889, por sua iniciativa, a Sociedade começou a publicar a revista "Questões de Filosofia e Psicologia", que era publicada de 4 a 6 vezes por ano. Em pouco tempo, "Questões de Filosofia e Psicologia" tornou-se a maior revista filosófica russa e o centro unificador do pensamento filosófico russo. Grot tinha a capacidade de fazer amizade com pessoas de crenças diferentes; sob sua liderança, a Sociedade Psicológica transformou-se em um círculo próximo de pessoas unidas por objetivos comuns. Segundo Lopatin, durante o período da presidência de Grote, a Sociedade Psicológica tornou-se um dos centros mais populares da educação russa.

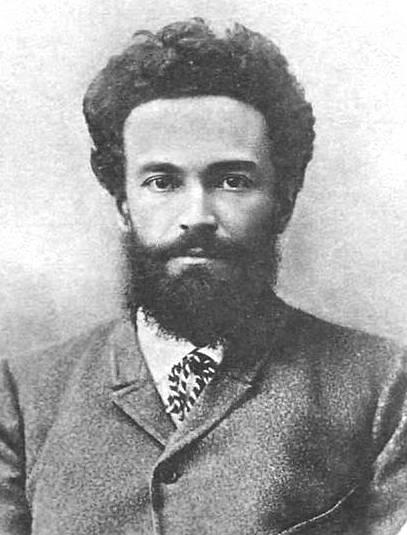
Nikolai Grot

Desde o final da década de 1880, a vida de Lopatin esteve intimamente ligada às atividades da Sociedade Psicológica. Os artigos de Lopatin foram publicados nos Anais da Sociedade Psicológica de Moscou e, com o advento da revista Questões de Filosofia e Psicologia, ele se tornou um de seus principais autores. Já em 1890, a revista publicou uma série de seus artigos sobre filosofia moral, nos quais o autor formulava suas visões éticas. Depois, ao longo da década de 1890 e início de 1900, o filósofo publicou artigos sobre psicologia na revista, que serviram de base para seu curso de psicologia, ministrado nos Cursos Superiores Femininos e publicado em forma de edição litografada em 1903. Finalmente, a partir do início da década de 1900, Lopatin começou a publicar artigos de conteúdo filosófico geral na revista, desenvolvendo as ideias de sua obra principal, "Problemas Positivos da Filosofia". A isto devem ser acrescentados artigos obituários publicados em diferentes anos e artigos dedicados às características dos pensadores do passado. Os artigos desta série foram publicados em 1911 como um livro separado, "Características e Discursos Filosóficos". No total, ao longo dos anos de sua colaboração com a revista "Questões de Filosofia e Psicologia", Lopatin publicou mais de 50 artigos nela. A partir de 1894 participou da edição da revista e em 1896, durante a doença de Grot, tornou-se um de seus coeditores.[carece de fontes?]

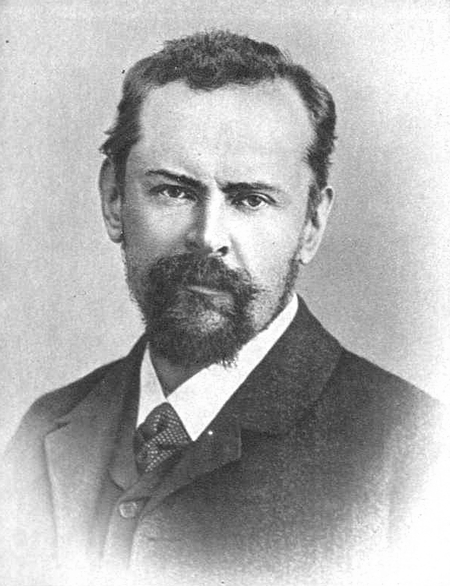
Sergei Trubetskoy

Em 1899, após a morte de Grot, Lopatin foi eleito o novo presidente da Sociedade de Psicologia e daquele momento chefiou a Sociedade até sua morte em 1920. Ao mesmo tempo, ele continuou a editar a revista "Questões de Filosofia e Psicologia", primeiro junto com Vasili Preobrazhensky, e, após a morte deste último, junto com o Príncipe Serguei Trubetskói. O príncipe Trubetskói era um dos amigos mais próximos de Lopatin; em 1902, organizou a Sociedade Histórica e Filosófica estudantil da Universidade de Moscou, na qual Lopatin foi convidado a trabalhar, chefiando sua seção filosófica. No entanto, em setembro de 1905, Trubetskói, eleito reitor da Universidade de Moscou, morreu de apoplexia. Após a sua morte, a gestão da revista "Questões de Filosofia e Psicologia" passou inteiramente para as mãos de Lopatin, que permaneceu como seu único editor até o encerramento da publicação em 1918. Na virada dos séculos XIX e XX, a Sociedade Psicológica sofreu uma série de perdas significativas: uma após a outra, seus membros ativos M. M. Troitsky, N. Grot, V. P. Preobrazhensky, S. S. Korsakov, V. S. Solovyov, A. A. Tokarsky, N. V. Bugaev, S. N. Trubetskói, o que não poderia deixar de afetar a qualidade de seu trabalho. Os acontecimentos revolucionários de 1905-1906 também tiveram um impacto negativo no trabalho da Sociedade. Apesar disso, no início da década de 1910 a Sociedade conseguiu sair da crise. A revista "Questões de Filosofia e Psicologia" continuou a ser publicada em grande circulação e a familiarizar o leitor com as últimas ideias filosóficas. Nessa época, Lopatin, que concentrava em suas mãos o cargo de presidente da Sociedade e editor da revista, tornou-se o principal representante da filosofia em Moscou.

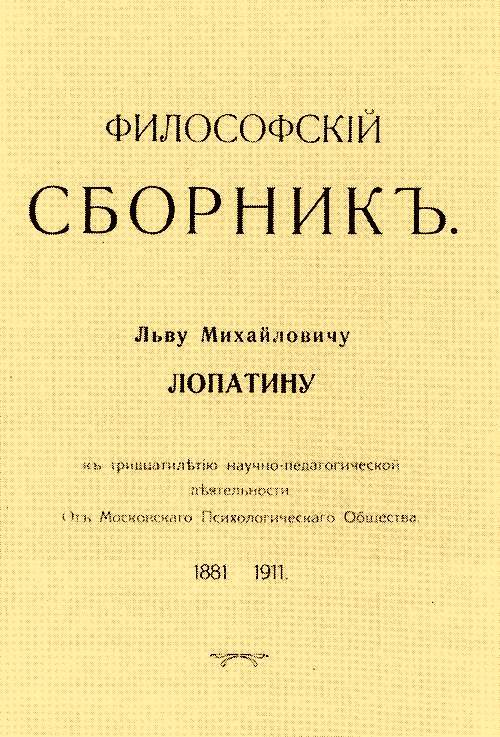
Coleção filosófica para o aniversário de L. M. Lopatin

Em 1911, a Sociedade Psicológica celebrou solenemente o 30º aniversário da atividade científica de Lopatin. A reunião cerimonial realizada em 11 de dezembro contou com a presença de representantes de quase todas as sociedades científicas, educacionais e literárias de Moscou. Saudações foram lidas da Sociedade de Psicologia de Moscou, da Universidade de Moscou, dos Cursos Superiores para Mulheres de Moscou, da Sociedade dos Amantes da Literatura Russa, e de muitas outras sociedades da cidade: de cientistas naturais, neurologistas e psiquiatras, matemáticos, círculos jurídicos, religiosos e filosóficos, do círculo literário e artístico de Moscou, ginásio feminino S. A. Arsenyeva e ginásio masculino de L.I. Polivanov, bem como de colegas professores, estudantes e alunas. Os professores Georgy Chelpanov, Pavel Novgorodtsev, Veniamin Khvostov e outros fizeram discursos. Em seus discursos, Lopatin foi chamado de "um dos mais importantes representantes do pensamento filosófico na Rússia", "um notável pensador nacional" e "um cavaleiro da filosofia". Foi indicado que ele foi um dos criadores da filosofia idealista russa, lançou uma base sólida para a psicologia filosófica e contribuiu para o desenvolvimento da linguagem filosófica russa. As obras de Lopatin foram consideradas "uma revelação viva e brilhante do pensamento russo independente", e o seu aniversário foi descrito como uma "celebração da filosofia russa". O filósofo ficou comovido com a elevada avaliação das suas obras e na sua resposta admitiu que nunca contara com o triunfo vitalício das suas ideias e trabalhou principalmente para as gerações futuras. Para o aniversário foi publicada uma "Coleção Filosófica" dedicada a Lopatin; O primeiro volume de seus "Problemas Positivos de Filosofia" foi republicado e uma coletânea de artigos "Características e Discursos Filosóficos" foi publicada.[carece de fontes?]

### Últimos anos de vida e morte

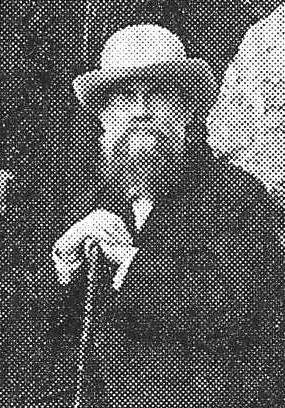
Lev Lopatin, século XX

A vida de Lopatin foi uma vida típica de filósofo: não rica em acontecimentos externos, foi repleta principalmente de trabalho mental interno. O filósofo nunca se casou e passou a vida inteira solteiro. Ele sempre morou na mesma casa—na mansão de seus pais na via Gagarinsky, de onde nunca se mudou e onde morreu. Na própria casa, ocupava um quarto no último andar—o chamado "quarto das crianças", cujo teto era tão baixo que Vladimir Soloviov, ao entrar, tinha que se abaixar para não bater a cabeça. Disseram que quando os Lopatins se estabeleceram nesta casa, Lev Mikhailovich, olhando ao redor da sala, disse: "Bem, de alguma forma sobreviverei até a primavera", e assim permaneceu lá pelo resto de sua vida. O pai e a mãe do filósofo morreram, a sua irmã vendeu a casa, mas Lev ainda conseguiu o seu quarto dos novos proprietários, sem saber para onde ou como sair dele. O estilo de vida do filósofo também permaneceu inalterado ao longo dos anos: trabalhava à noite, dormia durante o dia e levantava-se à tarde, razão pela qual se atrasava constantemente para diversas reuniões. Ele também se atrasava para as palestras que dava e para as aulas que ministrava, e esse hábito era motivo de piadas bem-humoradas de seus colegas. À noite, Lev ia a reuniões privadas, as chamadas jour fixes, ou simplesmente para visitar, onde ficava sentado conversando e bebendo uma xícara de chá até tarde da noite. Ali ele frequentemente contava suas "histórias assustadoras", das quais era um grande mestre. No verão, ele geralmente ia para o exterior ou para o Cáucaso, na maioria das vezes para Yessentuki, ou visitava um de seus amigos na dacha.

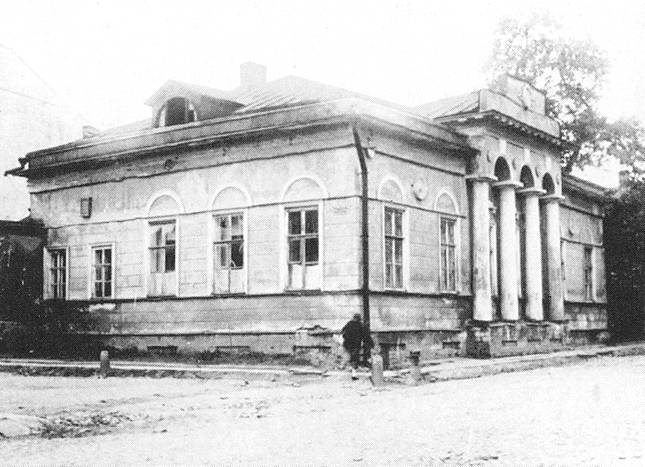
Casa de Lopatin em Moscou

Em suas atividades na Sociedade de Psicologia e na revista Questões de Filosofia e Psicologia, Lev Mikhailovich também adorava a imutabilidade usual. Ele presidia as reuniões, falava em debates, examinava os manuscritos recebidos pela revista e fazia suas críticas adequadas sobre eles. Todo o trabalho técnico editorial era realizado por sua assistente, a viúva do historiador M. S. Korelin, secretária de revista Nadezhda Korelin. Como líder, Lopatin era muito conservador: não gostava de inovação e tentava evitar tudo que exigisse dele muita energia. Quando o famoso filósofo francês Henri Bergson planejou vir a Moscou, Lopatin se opôs à sua chegada, pois não queria assumir os problemas associados à sua recepção. Por isso, seus colegas e conhecidos ficaram muito irritados com ele. Lopatin tinha uma atitude negativa face às últimas tendências da filosofia e não queria estudar as obras dos novos autores europeus, convencido de que os antigos eram ainda melhores. "Antigo — significa bom trabalho", Lev Mikhailovich gostava de dizer. Em particular, ele não gostou das escolas de neokantianos que se espalharam no início do século XX—de Hermann Cohen, Heinrich Rickert e Paul Natorp, cujos ensinamentos lhe pareciam sombrios e incompreensíveis. Quando um grupo de jovens neokantianos decidiu publicar a revista filosófica Logos na Rússia, Lopatin recusou-lhes qualquer apoio e a revista começou a ser publicada sem a sua participação. Ao mesmo tempo, Lopatin reagiu com muita sensibilidade às novas tendências da filosofia que estavam em consonância com suas próprias ideias. Em particular, ele foi um dos primeiros a apreciar muito o pragmatismo de William James, que defendia suas queridas ideias sobre a existência de Deus e o livre-arbítrio.
Em 25 de janeiro de 1917, Dia de Tatiana, Lopatin discursou em uma reunião cerimonial da Universidade de Moscou com um discurso de assembleia "Tarefas urgentes do pensamento moderno". No seu discurso, apontou a crise da cultura europeia, fez um breve resumo do seu sistema filosófico e centrou-se particularmente nas questões sobre a origem do mal e a imortalidade da alma. Essencialmente, Lopatin resumiu os resultados de sua atividade filosófica e indicou novos caminhos para o desenvolvimento da filosofia. O discurso de Lopatin, publicado na forma de brochura separada, causou grande impressão e causou muitas respostas. De acordo com Serguei Askoldov, tornou-se o "canto do cisne" do filósofo.

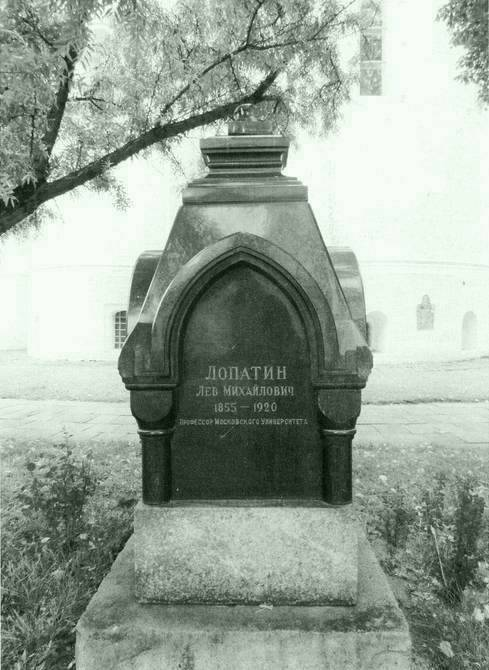
Túmulo de Lopatin no Convento Novodevichy

Em 1917, o modo de vida habitual do filósofo foi destruído primeiro pela Revolução de Fevereiro e depois pela Revolução de Outubro. As convulsões sociopolíticas vividas pelo país também afetaram o mundo científico. Em 1918, a revista Questões de Filosofia e Psicologia deixou de ser publicada. A sociedade psicológica vivia uma crise e funcionava de forma intermitente. Muitos membros da Sociedade, perseguidos pelos bolcheviques, acabaram no Movimento Branco ou no exílio; a fome e a devastação reinaram em Moscou. Com a saúde debilitada, Lev Lopatin teve dificuldade em lidar com condições de vida difíceis. Nesse momento, o filósofo sentiu dentro de si um chamado para lutar pela elevação do nível religioso da sociedade russa. Em 1918, apresentou "Teses sobre a criação da União Mundial para o Renascimento do Cristianismo", preservadas nos documentos do padre Pavel Florensky. Estas teses falavam da necessidade de unir os cristãos de todas as confissões "para combater a descrença religiosa e o culto grosseiro da cultura material e as suas consequências práticas na vida política, social, econômica e em toda a estrutura e modo de vida dos indivíduos". Nos últimos meses de vida, o filósofo mostrou-se alegre e otimista quanto ao futuro; ele disse a seus conhecidos que uma pessoa não morreria até completar sua missão na terra.
Em novembro de 1919, Lopatin escreveu a Korelina: "Estou convencido de que tudo o que está acontecendo é necessário, que representa um processo doloroso e excruciante de renascimento da humanidade (sim, a humanidade, e não apenas a Rússia) de todos os tipos de inverdades que a esmagaram, e que isso levará a coisas boas, brilhantes e completamente novas". No entanto, a força física do filósofo enfraqueceu; em março de 1920, adoeceu com gripe, complicada por pneumonia, e em 21 de março morreu tranquilamente em seu quarto na presença de alguns estudantes e conhecidos. Segundo as memórias de A. I. Ognev, as últimas palavras do filósofo foram: "Vamos entender tudo lá".
O filósofo foi sepultado no território do Convento de Novodevichy próximo ao túmulo de seu irmão e não muito longe do túmulo de Vladimir Soloviov. Vários obituários e o livro "Lev Mikhailovich Lopatin" de Ognev, publicado em 1922, foram dedicados a ele.

## Personalidade do filósofo

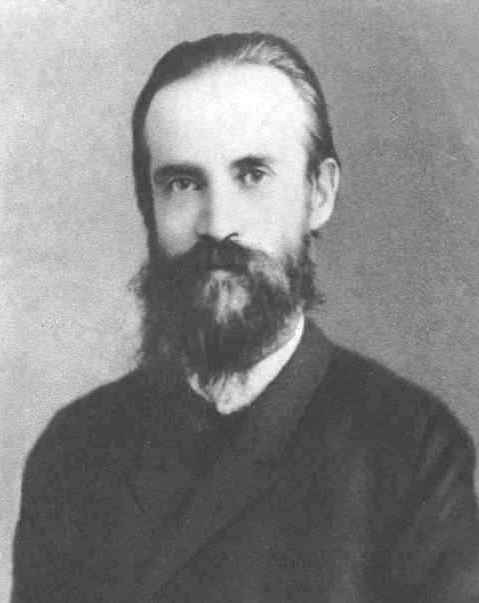
Lev Lopatin, século XIX

Segundo os contemporâneos, o traço característico de Lopatin era uma combinação de fraqueza física e poder espiritual. De pequena estatura, magro, frágil, com membros finos e músculos fracos, não estava adaptado a nenhuma atividade física. Havia algo de desamparado e infantil em sua figura, gestos e andar; ele andava curvado e nunca se endireitava em toda a sua altura. A saúde do filósofo também era pobre: ele ficava doente com frequência e tinha muito medo de resfriados, por isso se vestia bem em qualquer clima; no inverno ele estava tão embrulhado que apenas seus olhos eram visíveis por baixo do gorro de pele de cordeiro, e todo o seu rosto estava envolto em um longo lenço de tricô. Disseram também que no verão ele usava galochas quentes de inverno, por isso era conhecido como um grande e original excêntrico. Ele não entendia de questões práticas e precisava constantemente da ajuda de alguém. Com ele até o fim da vida esteve seu antigo empregado Sergei, que foi contratado por seus pais e desempenhou o papel de uma espécie de babá do filósofo. Segundo as histórias, Lopatin tinha um rosto agradável, testa alta e convexa, cabelos loiros jogados para trás e olhos grandes, expressivos e inteligentes. Esses olhos mostravam brilho especial quando o filósofo discutia algo ou contava suas histórias terríveis; segundo Evgueni Trubetskói, eles tinham o poder de uma hipnose gentil e afetuosa.
No corpo fraco e enfermo do filósofo, porém, diziam que vivia uma alma grande e bondosa. Lev Mikhailovich amava sinceramente as pessoas, sabia atender às suas necessidades, compartilhar suas tristezas e alegrias. Sendo um cristão crente, ele se esforçou para incorporar o ideal evangélico em sua vida, ajudando ativamente pessoas em dificuldades e necessitadas. Segundo o irmão mais novo, não houve nenhum caso em que Lev recusou ajuda espiritual ou material a alguém. Muitas vezes as pessoas recorriam a ele em busca de conselhos e apoio, e ele sempre encontrava as palavras certas para o sofrimento. Exigente de si mesmo, Lopatin era tolerante com as pessoas ao seu redor, não guardava rancor de ninguém e perdoava facilmente os insultos. Orgulho, vaidade, ambição e inveja eram organicamente estranhos para ele. Manso e gentil por natureza, era incapaz de causar dano ou ofender outra pessoa. De acordo com as memórias de Margarita Morozova, enquanto lecionava no ginásio, Lopatin dava nota A a todos os alunos e, se alguém não respondesse uma pergunta durante a aula, ele ficava bravo e ameaçava dar B ou perguntar na próxima vez. Lev se dava facilmente com as pessoas e encontrava uma linguagem comum com elas, independentemente de sua idade e posição social. Ele era especialmente capaz de se dar bem com as crianças, a quem dava presentes de boa vontade e as quais o amavam muito.
O filósofo viveu muito modestamente. Todo o mobiliário do seu pequeno quarto consistia em uma cama, duas mesas e várias cadeiras. Lopatin não tinha eletricidade e o filósofo trabalhou com lampião a querosene até o fim da vida. Lá, sobre uma mesa repleta de livros, num pedaço de papel, com um lápis, ele escreveu seus ensaios em caligrafia pequena. Segundo seu irmão, Lopatin era um asceta convicto: ele olhava para seu corpo como um peso e fardo, temia a dependência do espírito do corpo e lutava de todas as maneiras possíveis contra os grilhões corporais. Ele exigia de sua situação de vida aquele pouco que o libertasse da opressão corporal e lhe desse um sentimento de independência das condições materiais. Ele via todo o resto como um excesso, que evitava de todas as maneiras possíveis e que o sobrecarregava. Tratava as mulheres como um cavaleiro, com muitas delas tinha amizades íntimas, mas não queria fazer laços, temendo perder a sua habitual liberdade e independência.

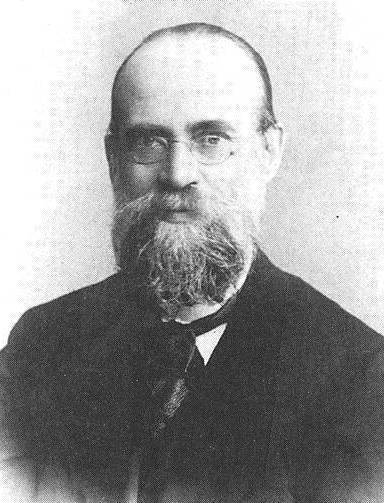
Lev Lopatin, século XX

Como cientista, Lopatin se distinguiu pela extrema independência de pensamento. Em filosofia, ele não era aluno de ninguém. Ele não ingressou em nenhuma escola filosófica, não olhou para as autoridades e desenvolveu consistentemente sua própria visão de mundo original. Lopatin foi um dos poucos pensadores russos que permaneceu fora de qualquer influência de Kant. Ele considerava o kantianismo um ramo sem saída da filosofia e preferia confiar em pensadores da era pré-kantiana, razão pela qual recebeu críticas por "atraso filosófico". Sendo um crítico astuto, avaliava cada ensinamento de acordo com a sua força e consistência internas e rejeitava tudo o que não cumprisse esses critérios. Gentil e complacente por natureza, tornou-se dogmático e intolerante quando se tratava de questões filosóficas, e muitas vezes argumentava ferozmente, provando que estava certo. O próprio pensamento de Lopatin era distinguido por uma clareza excepcional. Ele se caracterizava pelo desejo de formulações precisas e simplicidade de apresentação. Sabia explicar os conceitos filosóficos mais difíceis a qualquer pessoa não versada em filosofia. Ao preparar seus artigos, ele os lia para a secretária editorial N. P. Korelina, e se ela não entendia alguma coisa, ele reescrevia o trabalho várias vezes até obter total clareza. As obras de Lopatin distinguem-se pela extrema consideração. Segundo P. S. Popov, o filósofo nutria por muito tempo seus pensamentos, colocava-os em formulações claras e memorizava-os, e só depois sentava-se e os escrevia no papel. Mesmo quando se preparava para uma discussão, ele refletia e anotava seus argumentos com antecedência, delineando as possíveis respostas do oponente e suas objeções a elas. Isto fez dele um debatedor invulnerável.
De particular interesse na caracterização de Lopatin são suas "histórias assustadoras". Essas histórias eram muito populares, especialmente entre os jovens, e Lev era frequentemente convidado especialmente para jantar para ouvirem suas histórias. Ele lhes contava com maestria, brincando expressivamente com os olhos e a entonação de sua voz, de modo que todos os presentes se sentiam arrepiados e muitos ficavam com medo de entrar no quarto escuro depois disso. A peculiaridade dessas histórias era que todas continham um elemento místico; seu enredo habitual consistia no aparecimento da alma do falecido. Estas histórias estavam intimamente ligadas à crença fundamental de Lopatin: a crença na imortalidade da personalidade humana. A força do seu impacto artístico foi determinada pela crença na sua realidade, que era transmitida do narrador ao ouvinte: de que a pessoa não morreria, mas vive além-túmulo, e às vezes "prega peças" se não encontrou paz para si mesma—este era o motivo principal das histórias de Lopatin. Lopatin era um místico convicto, acreditava na comunicação entre os vivos e os mortos e via um significado místico em tudo o que era real. Ele levava o espiritismo a sério e valorizava os resultados de sua penetração no campo espírita, embora nunca tenha falado sobre isso publicamente. A área real e a área mística eram para ele duas faces de uma mesma realidade, e esta convicção deixou a sua marca na sua filosofia.

## Ensino

### Natureza geral do ensino
Em suas visões filosóficas, Lopatin pertencia ao movimento denominado espiritualismo filosófico ou personalismo metafísico (que, mais especificamente, é parte do idealismo russo). A essência deste ensinamento é que ele tomava o espírito (do latim, spiritus) ou personalidade (do latim, persona) como arché, a essência primária, básica. Nisto difere tanto do materialismo, que vê a essência das coisas na matéria, quanto do idealismo platônico, que postula o início das coisas em ideias abstratas. O fundador desta tendência é tradicionalmente considerado René Descartes, embora suas raízes remontem à filosofia antiga. Os maiores representantes do espiritualismo filosófico depois de Descartes foram Gottfried Leibniz, George Berkeley e Maine de Biran. O termo "espiritualismo" foi aplicado pela primeira vez aos seus ensinamentos por um seguidor de Maine de Biran, o filósofo francês Victor Cousin. Na Alemanha, as ideias espiritualistas foram desenvolvidas pelos seguidores de Leibniz, J. F. Herbart, R. G. Lotze, Fichte Jr. Este último, que chamava o seu ensino de "personalismo", ensinava na Universidade Yuryev, onde criou uma escola especial de seguidores; os defensores de suas ideias foram os filósofos russos Alexei Kozlov, Evgueni Bobrov, Sergei Askoldov e Nikolai Losski. A versão original da monadologia leibniziana também foi desenvolvida pelos colegas sêniores de Lopatin na Sociedade Psicológica Nikolai Bugaev e Piotr Astafiev.

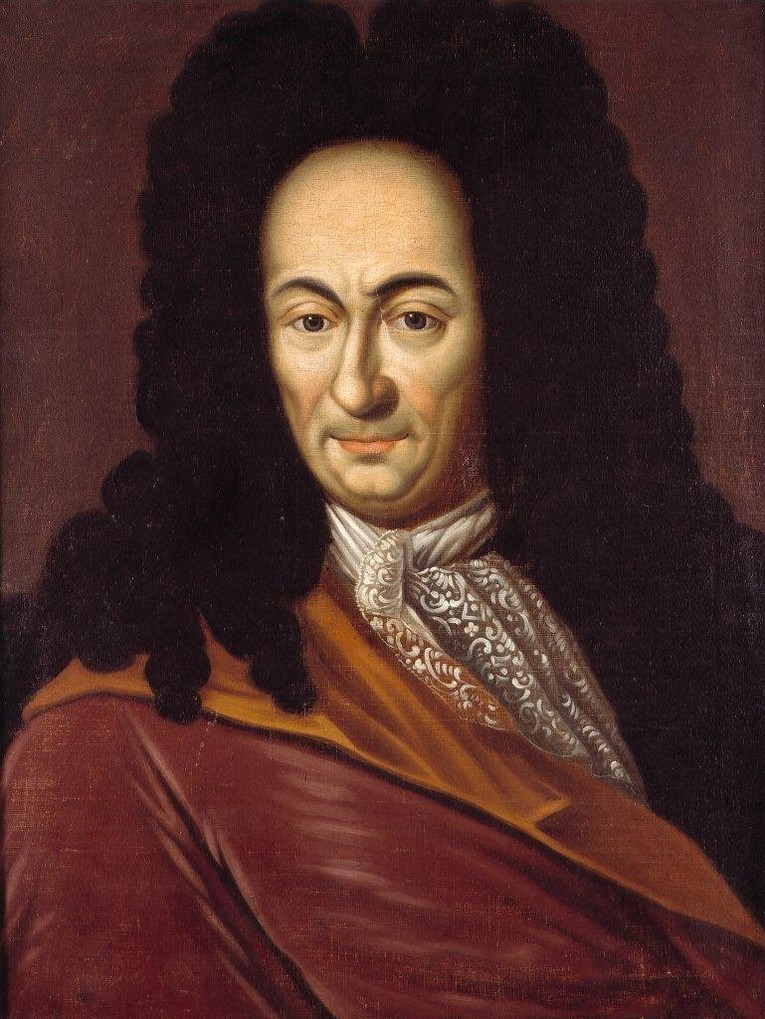
Gottfried Leibniz

Dos pensadores que influenciaram Lopatin, Descartes e Leibniz são os mais mencionados, cuja enorme importância de cujas ideias foi enfatizada pelo próprio filósofo. Contudo, a definição de Lopatin como um "leibniziano russo" encontrada na literatura é incorreta; Leibniz foi apenas um dos muitos pensadores que influenciaram a formação de suas ideias. Também significativa foi a influência de Berkeley, cujo Tratado sobre os Princípios do Conhecimento Humano foi o primeiro livro filosófico lido por Lopatin, e Maine de Biran, cujas ideias formaram a base da psicologia de Lopatin. Alguns pesquisadores também notam a influência das ideias de Johann Fichte, Schopenhauer  e Lotze. Particularmente digna de nota é a influência do antigo Vladimir Soloviov, que em sua juventude aderiu às ideias espiritualistas. A sua metafísica, exposta nas Leituras sobre a Divino-humanidade, representou um desenvolvimento original da monadologia de Leibniz. No entanto, mais tarde, Soloviov afastou-se do leibnizianismo e criticou frequentemente o espiritualismo de Lopatin do ponto de vista da sua "metafísica da Unidade Total". De modo geral, os pesquisadores notam a grande independência de Lopatin no desenvolvimento de ideias filosóficas e a originalidade de seu ensino, o que não lhe permite ser classificado como aluno de qualquer outro pensador. O espiritualismo de Lopatin tornou-se uma das primeiras criações da filosofia russa original.

O próprio filósofo chamou seu ensino de "espiritualismo concreto", contrastando-o com o ensino abstrato de Hegel sobre o a Alma do Mundo. O espírito nos ensinamentos de Lopatin não é uma ideia abstrata, mas uma força viva e ativa que existe antes de qualquer encarnação na vida da natureza e da humanidade. As principais disposições do espiritualismo de Lopatin: a autoconfiança da experiência interna; unidade substancial da consciência; identidade pessoal; atividade criativa do espírito humano; livre arbítrio; a causalidade criativa como lei universal da realidade; o princípio da correlação entre fenômenos e substâncias; o caráter mental/espiritual de todas as coisas; a existência de Deus e a ordem moral mundial; imortalidade da alma. Em sua obra "Tarefas Urgentes do Pensamento Moderno", o filósofo formulou a essência de seu ensino da seguinte forma:
"Toda a realidade – tanto dentro como fora de nós – é espiritual em seu ser interior; em todos os fenômenos ao nosso redor, forças espirituais e ideais são realizadas, elas só estão escondidas de nós pelas formas de nossa percepção sensorial externa delas; pelo contrário, na nossa alma, nas experiências e atos diretos do nosso Eu interior, nas suas propriedades e definições, a realidade real nos é revelada, não mais escondida por nada. E o que é fundamental nesta realidade e inseparável dela sob quaisquer condições deve ser fundamental em todas as outras realidades, desde que haja unidade interna no mundo e se este não for composto de elementos que se negam mutuamente."
Lopatin afirmou: "Todo ato pressupõe um agente, toda realidade manifesta implica uma força a qual nela está se incorporando". Em outro lugar, também chamou seu sistema de "dinamismo concreto", e escreveu: "O eterno Um é revelado nos eternos muitos; esta é a verdade permanente da doutrina platônica das ideias". Considerava a realidade como "infinitamente plástica" e rica. Ele também categoricamente defendia a existência da "vida psíquica de outras pessoas", contra Aleksandr Vvedensky.

### Principais obras

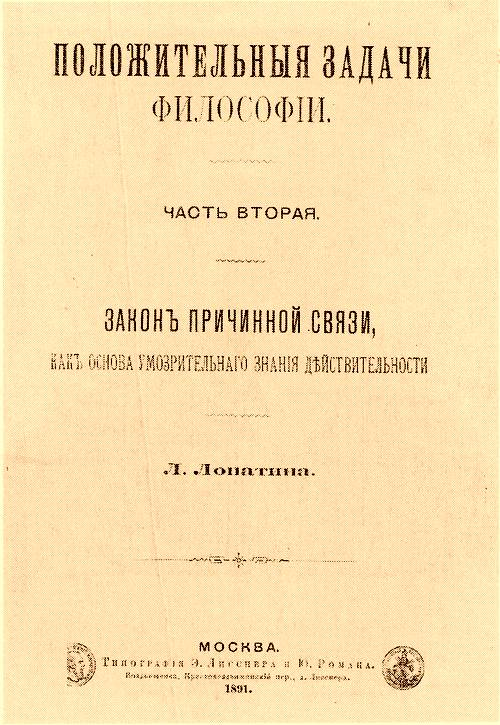
Problemas Positivos de Filosofia, segunda parte, 1892

A principal obra que expõe os ensinamentos filosóficos de Lopatin foi a monografia de dois volumes Problemas Positivos da Filosofia. Segundo o autor, a monografia se dedicou a fundamentar a necessidade e possibilidade da metafísica; o próprio título da obra indicava que a filosofia tinha tarefas positivas, ou seja, o conhecimento metafísico . Na primeira parte da monografia, o filósofo criticou a teoria empírica do conhecimento e defendeu a necessidade da metafísica como ciência especial; no segundo, ele expôs sua teoria da causação criativa e fez um breve esboço de um sistema de metafísica espiritualista. As "tarefas positivas da filosofia" eram uma espécie de programa, em linha com o qual se desenvolveu a criatividade adicional do pensador. Os artigos subsequentes de Lopatin em Questões de Filosofia e Psicologia foram dedicados ao esclarecimento, desenvolvimento e aprofundamento das ideias-chave dos "Problemas Positivos". Foi aqui, nestes artigos, que o talento filosófico de Lopatin se revelou com força total.
Todos os artigos de Lopatin enquadram-se em cinco ciclos, dedicados respectivamente à psicologia, à metafísica, à ética, à análise dos ensinamentos filosóficos do passado e à crítica dos últimos movimentos filosóficos. De maior importância é a série de artigos sobre psicologia, que serviu de base ao curso "Introdução à Psicologia". Destes, merecem especial destaque os seguintes artigos: "Fenômeno e essência na vida da consciência", "O conceito de alma segundo a experiência interna", "O espiritualismo como hipótese psicológica", "A questão da unidade real da consciência" e "O método de introspecção em psicologia". Segundo o professor Vasili Zenkovski, "Lopatin pode ser chamado—sem exagero—o mais destacado psicólogo russo; seus artigos sobre questões gerais e específicas da psicologia permanecem de grande importância até hoje".
Também de considerável importância é uma série de artigos sobre questões da teoria do conhecimento e da metafísica, motivo da escrita que gerou polêmica com o professor Vladimir Vernadski. O ciclo inclui os artigos: "Cosmovisão científica e filosofia", "Axiomas da filosofia", "Sistemas típicos de filosofia" e "Espiritualismo como sistema monista de filosofia". O trabalho final do ciclo foi o artigo "Tarefas urgentes do pensamento moderno", contendo um breve resumo das principais ideias do pensador. Entre as obras de conteúdo ético, destacam-se os artigos "Crítica aos Princípios Empíricos da Moral", "Fundamentos Teóricos da Vida Moral Consciente" e dois artigos sobre livre arbítrio, anexos ao segundo volume de "Problemas Positivos". Os artigos históricos, filosóficos e críticos do pensador e seu curso de três volumes sobre a história da filosofia também são de significativo interesse. De acordo com Semyon Frank, escrito em 1930, "as obras de Lopatin devem ser classificadas sem reservas entre as melhores e mais altas realizações do pensamento filosófico do último meio século".

### Do verbete do Dicionário Enciclopédico Efron & Brockhaus
Em todas as suas obras, Lopatin insiste energicamente na necessidade de um início especulativo em qualquer visão de mundo integral. Segundo ele, um princípio empírico, plenamente revelado e não baseado em especulações, leva à inevitável negação do conhecimento e ao ceticismo. É impossível buscar os fundamentos para o desenvolvimento de uma cosmovisão apenas na fé, pois, embora abandonando a especulação em princípio, ela procede constantemente dela na realidade. A filosofia especulativa é o conhecimento das coisas reais em seu início e destino final. Para a possibilidade de construções metafísicas, a questão da lei da causalidade deve ser de importância decisiva. Esta lei, precisamente no significado fundamental que tem para qualquer atividade direta da mente, isto é, como a exigência de causalidade produtiva ou criativa, recebe satisfação real apenas na visão de mundo espiritualista.
Uma revisão dos conceitos especulativos sobre a realidade leva Lopatin a um sistema de espiritualismo concreto ou à metafísica psicológica. Ao presumir para os fenômenos do espírito uma substância cujas propriedades são significativamente diferentes daquelas diretamente dadas nesses fenômenos, isto é, uma substância transcendente, criamos um conceito estéril e contraditório. Se, tendo rejeitado toda substância, começarmos a olhar para a vida mental como uma pura sequência de estados absolutos (o ponto de vista do "fenomenismo"), receberemos uma ideia da alma que está profundamente em desacordo com suas características mais básicas e que se desintegra em contradições internas irremediáveis.
Só há uma saída: a substância da alma não é transcendente, mas imanente em seus fenômenos, ou seja, revela ou manifesta a si mesma e sua natureza em nossos estados mentais. As manifestações do espírito não devem ser apenas indicadores, mas também uma realização direta da sua essência.
Baseando-se no conceito da alma como causa produtiva, Lopatin tenta defender o princípio do livre arbítrio em bases psicológicas (indeterminismo moderado). Na questão da essência da ordem mundial, Lopatin adere à monadologia leibniziana, o que o aproxima dos representantes da Escola de Filosofia e Matemática de Moscou.

## Ensaios
Livros
- Tarefas positivas da filosofia. Parte I A área das questões especulativas. - M., 1886. - 2ª ed. Tipolitografia de I. N. Kushnerov and Co., 1911. - 462 pág.
- Tarefas positivas da filosofia. Parte II. A lei da causalidade como base do conhecimento especulativo da realidade. - Gráfica E. Messner e Yu. Romana, 1891. - 392 pág.
- Características filosóficas e discursos. Путь, 1911. - 396 pág.
- Palestras sobre a história da nova filosofia. Vol. EU. Kant e seus seguidores mais próximos. Praga, Berlim, 1923.

Edições litografadas
- História da filosofia antiga. Palestras proferidas nos Cursos Superiores para Mulheres em 1884-85 - 1885.
- História da filosofia antiga. Palestras proferidas na Universidade Imperial de Moscou em 1895-96. Litografia da Sociedade para a Distribuição de Livros Úteis, 1896. - 350 seg.
- História da filosofia antiga. Palestras proferidas na Universidade Imperial de Moscou em 1897-98. Litografia da Sociedade para a Distribuição de Livros Úteis, 1898. - 422 pág.
- História da filosofia antiga. Palestras proferidas na Universidade Imperial de Moscou em 1900-1901. Litografia Richter, 1901. - 407 pág.
- Psicologia. Palestras do professor ordinário L. M. Lopatin. 1901-1902. Litografia de Richter, 1902. - 349 pág.
- Curso de psicologia. Palestras proferidas na Faculdade de História e Filologia da Universidade Imperial de Moscou e nos Cursos Superiores para Mulheres em 1903-1904. Tipolitografia Yu. Wehner, 1903. - 230 seg.
- História da nova filosofia. Palestras proferidas na Faculdade de História e Filologia da Universidade Imperial de Moscou. Litografia de Richter, 1902. - 448 pág.

Reimpressões de artigos
- A questão do livre arbítrio. Gráfica de A. Gatsuk, 1889. - 100 seg.

- Николай Яковлевич Грот. — М., 1900.
- Князь С. Н. Трубецкой и его общее философское миросозерцание. — М.: Типо-литография т-ва И. Н. Кушнерев и К°, 1906. — 103 с.
- Физик-идеалист (памяти Н. И. Шишкина). — М.: Типо-литография т-ва И. Н. Кушнерев и К°, 1908. — 113 с.

- O presente e o futuro da filosofia. Tipolitografia da empresa I. N. Kushnerev and Co., 1910. - 45 seg.
- Tarefas urgentes do pensamento moderno. . Gráfica de A. I. Snegireva, 1917. - 83 seg.

Artigos
- Опытное знание и философия // Русская мысль. — М., 1881. — № 5. — С. 201—260. — № 8. — С. 202—219.
- Вера и знание // Русская мысль. — М., 1883. — № 9. — С. 127—168.
- Нравственное учение Шопенгауэра // Труды Московского Психологического Общества. — М., 1888. — Вып I.
- Вопрос о свободе воли // Труды Московского Психологического Общества. — М., 1889. — Вып III.
- Положение этической задачи в современной философии // Вопросы философии и психологии. — М., 1890. — Кн. 2. — С. 61—72.
- Критика эмпирических начал нравственности // Вопросы философии и психологии. — М., 1890. — Кн. 3. — С. 64—104.
- Нравственное учение Канта // Вопросы философии и психологии. — М., 1890. — Кн. 4. — С. 65—82.
- Теоретические основы сознательной нравственной жизни // Вопросы философии и психологии. — М., 1890. — Кн. 5. — С. 34—83.
- Сергей Андреевич Юрьев как мыслитель // Сборник в память С. А. Юрьева, изданный друзьями покойного. — М., 1891.
- К вопросу о математических истинах (Ответ Н. А. Иванцову) // Вопросы философии и психологии. — 1892. — Кн. 14. — С. 55—70.
- Больная искренность (Заметка по поводу статьи В. Преображенского «Фридрих Ницше») // Вопросы философии и психологии. — М., 1893. — Кн. 16. — С. 109—114.
- К вопросу о миросозерцании блаженного Августина // Вопросы философии и психологии. — М., 1893. — Кн. 18. — С. 26—40.
- Подвижные ассоциации представлений // Вопросы философии и психологии. — М., 1893. — Кн. 19. — С. 1—53.
- Новый психофизиологический закон г. Введенского (Заметка по поводу его «Вторичного вызова на спор о законе одушевления») // Вопросы философии и психологии. — М., 1893. — Кн. 19 — С. 60—81.
- Параллелистическая теория душевной жизни // Вопросы философии и психологии. — М., 1895. — Кн. 28. — С. 358—389.
- Явление и сущность в жизни сознания // Вопросы философии и психологии. — М., 1895. — Кн. 30. — С. 619—652.
- Понятие о душе по данным внутреннего опыта // Вопросы философии и психологии. — М., 1896. — Кн. 32. — С. 264—298.
- Декарт, как основатель нового философского и научного миросозерцания // Вопросы философии и психологии. — М., 1896. — Кн. 34. — С. 609—642.
- Спиритуализм, как психологическая гипотеза // Вопросы философии и психологии. — М., 1897. — Кн. 38. — С. 486—534.
- Николай Яковлевич Грот (23 мая 1899 г.) // Вопросы философии и психологии. — М., 1899. — Кн. 48. — С. IX—XX.
- Вопрос о реальном единстве сознания. Часть I // Вопросы философии и психологии. — М., 1899. — Кн. 49. — С. 600—623.
- Вопрос о реальном единстве сознания. Часть II // Вопросы философии и психологии. — М., 1899. — Кн. 50. — С. 861—880.
- Василий Петрович Преображенский (11 апреля 1900 г.) // Вопросы философии и психологии. — М., 1900. — Кн. 52. — С. VII—IX.
- Памяти С. С. Корсакова (Речь, произнесенная на могиле С. С. Корсакова 4 мая 1900 г.) // Вопросы философии и психологии. — М., 1900. — Кн. 53. — С. VIII—X.
- К вопросу о бессознательной душевной жизни // Вопросы философии и психологии. — М., 1900. — Кн. 54. — С. 741—757.
- Философское миросозерцание B. C. Соловьёва // Вопросы философии и психологии. — М., 1901. — Кн 56. — С. 45—91.
- Памяти А. А. Токарского // Вопросы философии и психологии. — М., 1901. — Кн. 59. — С. XII—XIV.
- Личность и миросозерцание С. С. Корсакова // Вопросы философии и психологии. — М., 1901. — Кн. 60. — С. XXXIX—XLIX.
- Метод самонаблюдения в психологии // Вопросы философии и психологии. — М., 1902. — Кн. 62. — С. 1031—1090.
- Научное мировоззрение и философия (По поводу статьи проф. В. И. Вернадского «О научном мировоззрении»). Часть I // Вопросы философии и психологии. — М., 1903. — Кн. 69. — С. 404—430.
- Научное мировоззрение и философия (По поводу статьи проф. В. И. Вернадского «О научном мировоззрении»). Часть II // Вопросы философии и психологии. — М., 1903. — Кн. 70. — С. 475—496.
- Научное мировоззрение и философия (По поводу статьи проф. В. И. Вернадского «О научном мировоззрении»). Часть III // Вопросы философии и психологии. — М., 1903. — Кн. 71. — С. 84—128.
- Философское мировоззрение Н. В. Бугаева // Вопросы философии и психологии. — М., 1903. — Кн. 72. — С. 172—195.
- Учение Канта о познании // Вопросы философии и психологии. — М., 1904. — Кн. 76. — С. 1—19.
- Памяти князя С. Н. Трубецкого // Вопросы философии и психологии. — М., 1905. — Кн. 79. — С. I—VI.
- Аксиомы философии (Научное мировоззрение и философия) // Вопросы философии и психологии. — М., 1905. — Кн. 80. — С. 335—352.
- Князь С. Н. Трубецкой и его общее философское миросозерцание // Вопросы философии и психологии. — М., 1906. — Кн. 81. — С. 29—129.
- Типические системы философии (Научное мировоззрение и философия) // Вопросы философии и психологии. — М., 1906. — Кн. 83. — С. 262—293.
- Обзор книги: Н. Д. Виноградов. Философия Давида Юма. Ч. I. Теоретическая философия Д. Юма. Москва, 1996 // Вопросы философии и психологии. — М., 1906. — Кн. 83. — С. 251—260.
- Новая теория познания (По поводу книги Н. О. Лосского «Обоснование интуитивизма». СПб., 1906) // Вопросы философии и психологии. — М., 1907. — Кн. 87. — С. 185—205.
- Физик-идеалист (памяти Н. И. Шишкина). Часть I // Вопросы философии и психологии. — М., 1907. — Кн. 89. — С. 324—366.
- Физик-идеалист (памяти Н. И. Шишкина). Часть II // Вопросы философии и психологии. — М., 1908. — Кн. 90. — С. 492—527.
- Физик-идеалист (памяти Н. И. Шишкина). Часть III // Вопросы философии и психологии. — М., 1908. — Кн. 92. — С. 186—218.
- Обзор книги: А. Д. Гуляев. Этическое учение в «Мыслях» Паскаля // Вопросы философии и психологии. — М., 1907. — Кн. 89. — С. 545—551.
- Философские взгляды В. Я. Цингера // Вопросы философии и психологии. — М., 1908. — Кн. 93. — С. 219—227.
- Личность и взгляды Л. И. Поливанова // Сборник памяти Л. И. Поливанова (к 10-летию его кончины). — М., 1909.
- Настоящее и будущее философии // Вопросы философии и психологии. — М., 1910. — Кн. 103. — С. 263—305.
- Памяти Вл. С. Соловьёва // Вопросы философии и психологии. — М., 1910. — Кн. 105. — С 625—636.
- Две ответных речи Л. М. Лопатина // Вопросы философии и психологии. — М., 1912. — Кн. 111. — С. 185—189, 209—211.
- Обзор книги: Н. Д. Виноградов. Философия Давида Юма. Часть II. Этика Давида Юма, в связи с важнейшими направлениями британской морали XVII—XVIII вв. Москва, 1911 // Вопросы философии и психологии. — М., 1912. — Кн. 113. — С. 517—520.
- Спиритуализм, как монистическая система философии // Вопросы философии и психологии. — М., 1912. — Кн. 115. — С. 435—471.
- Монизм и плюрализм // Вопросы философии и психологии. — М., 1913. — Кн. 116. — С. 68—92.
- Вл. С. Соловьёв и князь Е. Н. Трубецкой. Часть I // Вопросы философии и психологии. — М., 1913. — Кн. 119. — С. 339—374.
- Вл. С. Соловьёв и князь Е. Н. Трубецкой. Часть II // Вопросы философии и психологии. — М., 1913. — Кн. 120. — С. 375—419.
- Вл. С. Соловьёв и князь Е. Н. Трубецкой. Часть III // Вопросы философии и психологии. — М., 1914. — Кн. 123. — С. 477—526.
- По поводу новой книги С. А. Алексеева (Аскольдова) «Мысль и Действительность» // Вопросы философии и психологии. — М., 1914. — Кн. 125. — С. 519—531.
- По поводу сочинения В. Ф. Эрна «Розмини и его теория знания. Исследование по истории итальянской философии XIX столетия» // Вопросы философии и психологии. — М., 1915. — Кн. 127. — С. 268—282.
- Современное значение философских идей князя С. Н. Трубецкого // Вопросы философии и психологии. — М., 1916. — Кн. 131. — С. 1—39.
- Неотложные задачи современной мысли // Вопросы философии и психологии. — М., 1917. — Кн. 136. — С. 1—80.
- Странное завершение забытого спора // Вопросы философии и психологии. — М., 1917. — Кн. 137—138. — С. 174—177.